# Colonial Pine Hills
Colonial Pine Hills és una concentració de població designada pel cens dels Estats Units a l'estat de Dakota del Sud. Segons el cens del 2000 tenia 2.561 habitants.

## Demografia
Segons el cens del 2000, Colonial Pine Hills tenia 2.561 habitants, 841 habitatges, i 757 famílies. La densitat de població era de 57,6 habitants per km².
Dels 841 habitatges en un 50,5% hi vivien nens de menys de 18 anys, en un 85,4% hi vivien parelles casades, en un 3,1% dones solteres, i en un 9,9% no eren unitats familiars. En el 6,8% dels habitatges hi vivien persones soles l'1,5% de les quals corresponia a persones de 65 anys o més que vivien soles. El nombre mitjà de persones vivint en cada habitatge era de 3,05 i el nombre mitjà de persones que vivien en cada família era de 3,21.
Per edats la població es repartia de la següent manera: un 32,4% tenia menys de 18 anys, un 4,1% entre 18 i 24, un 30,5% entre 25 i 44, un 26,9% de 45 a 60 i un 6,1% 65 anys o més.
L'edat mediana era de 38 anys. Per cada 100 dones de 18 o més anys hi havia 99,4 homes.
La renda mediana per habitatge era de 68.088 $ i la renda mediana per família de 70.671 $. Els homes tenien una renda mediana de 45.688 $ mentre que les dones 30.505 $. La renda per capita de la població era de 24.201 $. Entorn del 3% de les famílies i el 3,6% de la població estaven per davall del llindar de pobresa.

## Poblacions més properes
El següent diagrama mostra les poblacions més properes.